# Rhizoprionodon terraenovae
Requin aiguille de l’Atlantique
Espèce
Statut de conservation UICN

 LC  : Préoccupation mineure
Le Rhizoprionodon terraenovae, ou requin aiguille de l’Atlantique, est une espèce de requins de la famille des Carcharhinidae.

## Morphologie générale
Le requin aiguille de l'Atlantique est une espèce de requin plus petite que les autres. Il peut atteindre au maximum une longueur de 110-120 centimètres et sa taille moyenne à l'âge adulte et d'environ 91,4 à 99 centimètres.
Il est mince avec un museau long et étroit et de grands yeux avec des encoches à l'arrière. Le requin aiguille de l'Atlantique est gris sur le dessus, pâle en dessous et a des nageoires avec des bords pâles.

## Habitat et Distribution

### Habitat
On peut trouver des requins aiguilles de l'Atlantique dans des eaux côtières chaudes et peu profondes.
On les trouve souvent dans des eaux d'une profondeur inférieure à 10,1 mètres. Néanmoins, il n'est pas rare de le rencontrer aussi dans des eaux plus profondes,.

### Répartition
Le requin aiguille de l'Atlantique est endémique du Nouveau-Brunswick, Canada, jusqu'au sud du golfe du Mexique,.

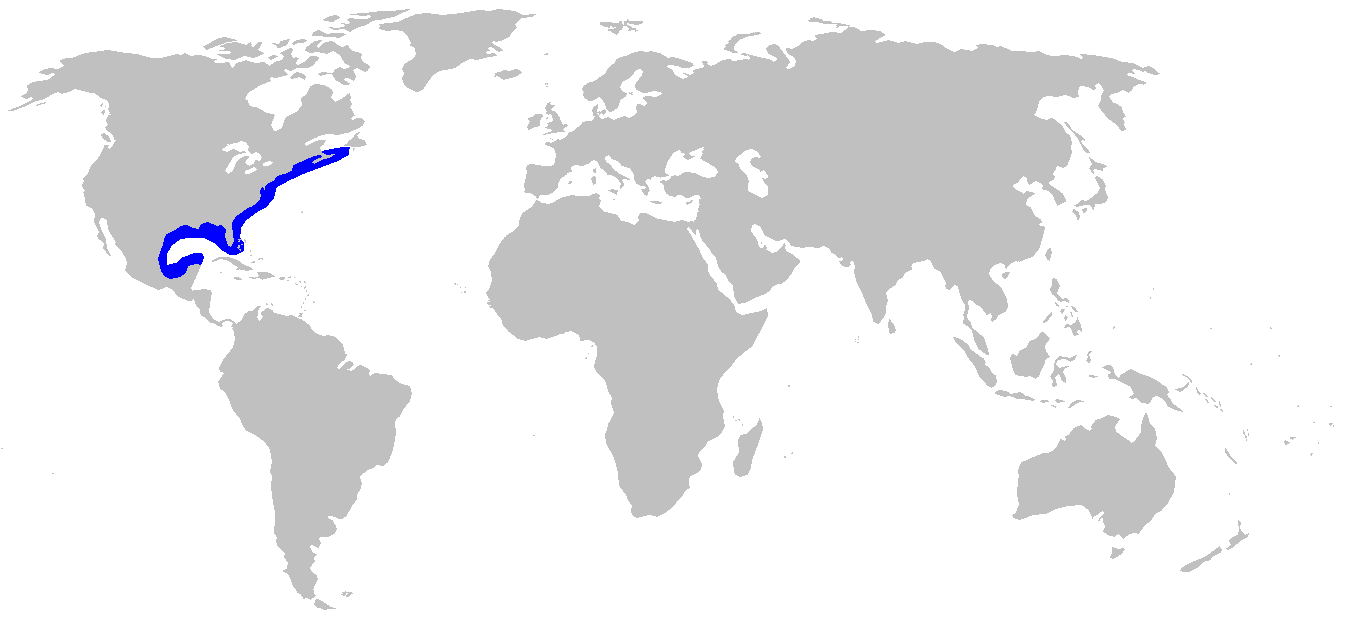
Répartition du requin aiguille d'Atlantique dans le monde.